# Schlieffen (Adelsgeschlecht)

Wappen derer von Schlieffen (ab 1555)

Schlieffen oder auch Schliefen ist der Name eines alten pommerschen Adelsgeschlechts. Die Familie, deren Zweige zum Teil bis heute bestehen, war ursprünglich ein Kolberger Stadtgeschlecht.

## Geschichte

### Herkunft
Erstmals urkundlich erwähnt wird das Geschlecht im Jahre 1365 mit Henning Sleff, er starb um 1376, als Bürger zu Kolberg. Mit ihm beginnt auch die Stammreihe. Angehörige der Familie gehörten zur Kolberger Sülzgilde, den Salzjunkern der Stadt.
Nach Kneschke gehört auch Petrus Schleve zur Familie, der bereits um 1200 als Burgmann erscheint. Ebenso Gerhard, welcher 1248 als Zeuge auftritt. Ein weiterer Petrus Schleve soll 1303 und 1321 Ratsherr zu Kolberg gewesen sein.

### Ausbreitung und Linien
Die Familie teilte sich schon früh in zwei Äste. Die Begründer waren Hans und Nicolas, beides Söhne von Hans Schleve dem Älteren. Hans Schlief der Jüngere war der Stammvater des älteren, auch dresowischen Astes, sowie der dresowischen Nebenzweige und des soldekowischen Astes. Nicolas war der Ahnherr des jüngeren Astes und des von ihm ausgehenden Danziger Zweiges.

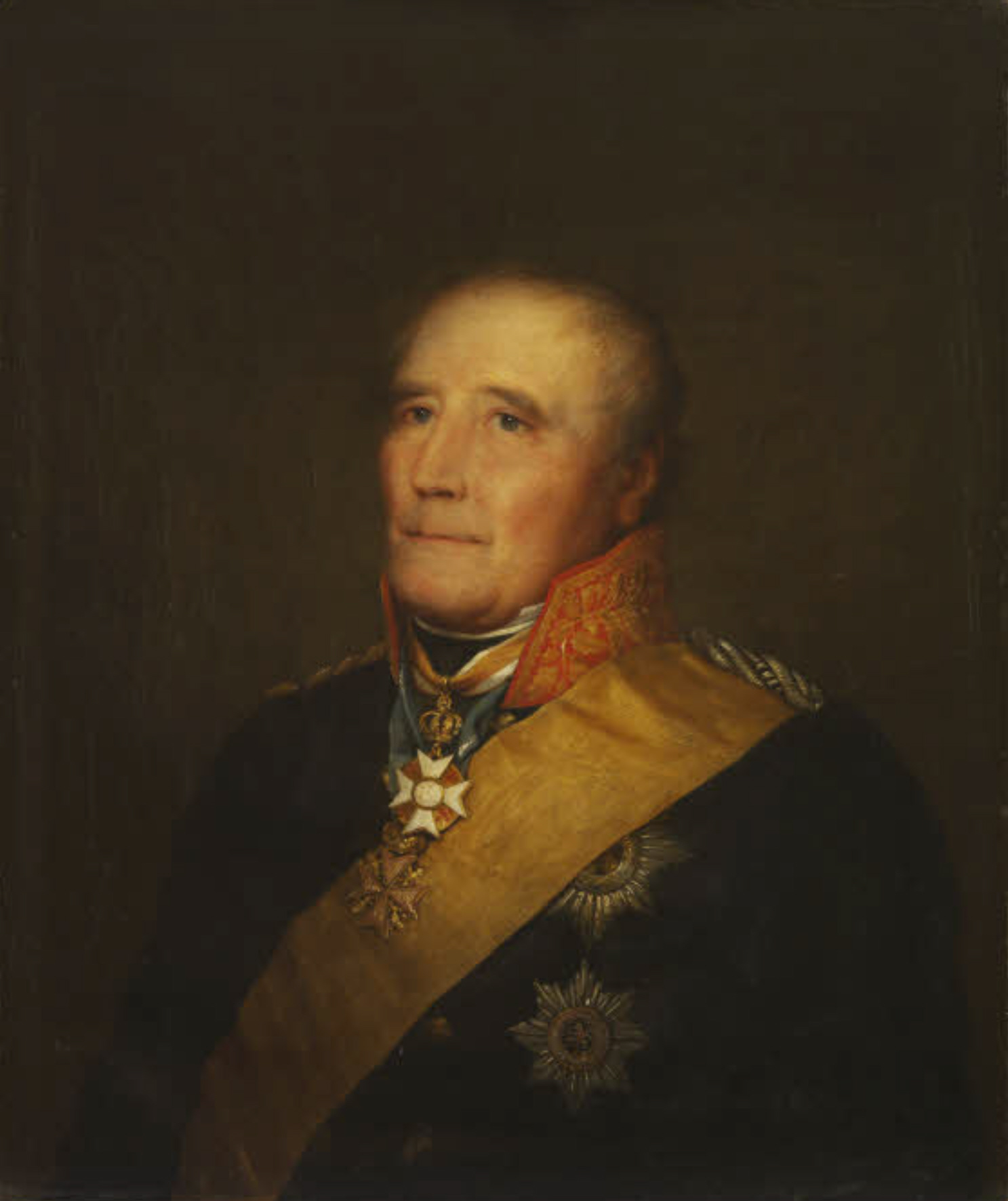
Martin Ernst von Schlieffen (1732–1825)

Alfred von Schlieffen (1833–1913)

Der dresowische Nebenzweig erlosch 1686 mit dem Tod von Anton Wilhelm von Schlieffen. Der Danziger Zweig starb in der ersten Hälfte des 18. Jahrhunderts aus. Der ältere dresowische Ast besaß 1784 nur einen männlichen Vertreter, Johann Friedrich Wilhelm von Schlieffen (* 1753), preußischer Leutnant. Aus dem soldekowischen Ast lebte Ende des 18. Jahrhunderts nur noch Johann Adolf Heinrich von Schlieffen (* 1769).
Hans von Schlieffen der Jüngere erhielt am 11. Juli 1444 zu Kalmar, nachdem er seine Ratsstelle bei König Christoph III. von Dänemark, Norwegen und Schweden niederlegte und das Amt des Bürgermeisters von Kolberg übernahm, einen dänischen Wappenbrief. Limbrecht (auch Lambertus) aus dem soldekowischen Ast, Abt des Klosters Oliva unweit von Danzig, und seine Brüder Wickbold, Georg und Jacob bekamen von König Sigismund II. August in Polen am 19. Juli 1555 das polnische Adelsindigenat mit einer Wappenmehrung auf dem Reichstag zu Petrikau.
Martin Ernst von Schlieffen (1732–1825) wurde Geheimer Staatsminister, Chef eines Infanterieregiments, Gouverneur zu Wesel, Ritter des Schwarzen Adlerordens und Komtur des Hessischen Löwenordens. Er starb am 15. September 1825 als preußischer Generalleutnant. Aus seinem Allodialbesitz und den Gütern Windhausen und Kurhessen, sowie Schlieffenberg, Niglewe, Tolzin und Sierhagen in Mecklenburg-Schwerin stiftete er ein Majorat. Im Einschreibebuch des Klosters Dobbertin befinden sich acht Eintragungen von Töchtern der Familien von Schlieffen aus Schwandt und Schlieffenberg aus den Jahren 1861–1892 zur Aufnahme in das dortige adelige Damenstift.
Johann Leo von Schlieffen (* um 1719), Sohn von Georg Heinrich von Schlieffen (1684–1751) und Anna von Brunswick († 1777), starb als preußischer Kammergerichtsrat. Von seinen drei Söhnen aus der Ehe mit Dorothea Elisabeth von Fuchs wurde der älteste Heinrich Wilhelm Graf von Schlieffen (* 1756) preußischer Generalleutnant der Artillerie und Ritter des Roten Adlerordens I. Klasse. Er starb 1842 ohne Nachkommen. Der zweite Sohn Johann Ernst Ludwig (* 1759) starb am 5. Dezember 1819 als preußischer Hauptmann und der jüngste, Karl Friedrich Graf von Schlieffen (1763–1840), wurde preußischer Oberst. Das gräfliche Haus wurde von den Nachkommen der beiden jüngsten Söhnen in zwei Linien fortgesetzt. Aus der ersten Linie stammt Graf Wilhelm von Schlieffen (1829–1902), Sohn des 1836 verstorbenen Grafen Wilhelm Heinrich von Schlieffen, preußischer Major a. D., aus der Ehe mit Sophia von Jagow. Er wurde Majoratsherr auf Schlieffenberg, Niglewe, Tolzin, Rahden und Sierhagen in Mecklenburg, sowie auf Windhausen und Sensenstein in Hessen. 1858 heiratete er Amelie Gräfin von der Groeben. Sein Onkel Karl Graf von Schlieffen (1792–1866) war Majoratsherr auf Schwandt, Marienhof und Vossfeld in Mecklenburg und preußischer Generalleutnant. Aus seiner Ehe mit Clementine von Wedell (1801–1836) kamen drei Töchter und vier Söhne. Sein Bruder Leo (1802–1874) wurde preußischer Major a. D. und Mitglied des Preußischen Herrenhauses auf Lebenszeit. Er heiratete 1837 Virginie von Schlieffen (1817–1904) aus dem Hause Soltikow und Besitzerin des Gutes Sandow im Landkreis Pyritz in Pommern. Aus der Ehe stammen vier Töchter und drei Söhne.
Aus der zweiten gräflichen Linie stammte Friedrich Magnus Graf von Schlieffen (1796–1864), Sohn des 1840 verstorbenen Grafen Karl Friedrich von Schlieffen, Herr der Herrschaft Großkrausche im Landkreis Bunzlau, Kreisdeputierter des Kreises Bunzlau und preußischer Major a. D. Aus seiner 1828 geschlossenen Ehe mit Auguste von Schönberg (1808–1890) kommen neben drei Töchtern auch vier Söhne. Eine Tochter, die Gräfin Louise (* 1829), heiratete 1856 den preußischen Kammerherr Friedrich Graf von und zu Egloffstein. Von ihren Brüdern traten zwei in preußische Militärdienste. Der Bruder ihres Vaters Karl Graf von Schlieffen (* 1798), preußischer Oberstleutnant starb 1845 als Flügeladjutant. Aus seiner 1823 geschlossenen Ehe mit Catharina Gräfin von Schuwalow (1801–1858) stammte neben vier Töchtern ein Sohn. Sohn Georg Graf von Schlieffen (1832–1901), Herr auf Oberwitz in Oberschlesien, wurde preußischer Kammerjunker. Er heiratete 1860 Ludmilla Gräfin von Renart (1830–1894), verwitwete Gräfin von Brühl. Seine Schwestern, die Gräfinnen Elisabeth (* 1825) und Maria (* 1830), wurden beide Ehrenstiftsdamen des Stiftes zum Heiligen Grab. Gräfin Anastasia (* 1827) vermählte sich 1854 mit dem Erbherrn der bayerischen Standesherrschaft Pappenheim, Ludwig Graf von Pappenheim. Ihre Schwester Louise (* 1838) heiratete 1860 den bayerischen Rittmeister Maximilian Graf von Pappenheim.
Ein bedeutender Vertreter der Familie aus neuerer Zeit war Alfred Graf von Schlieffen (1833–1913). Er trat 1854 in die Preußische Armee ein und nahm am Deutschen Krieg und am Deutsch-Französischen Krieg teil. 1884 wurde er Abteilungschef im Großen Generalstab, 1888 Oberquartiermeister und Stellvertreter des Generalstabschef. 1905 verfasste er den Schlieffen-Plan, wonach das Deutsche Reich einen zukünftigen Zweifrontenkrieg vermeiden konnte. Er starb als preußischer Generalfeldmarschall am 4. Januar 1913 in Berlin.
Mitt des 19. Jahrhunderts kam durch Heirat mit Schloss Diekhof ein weiterer Besitz in die Familie. Die Fideikommissherrin Elisabeth Gräfin von Bassewitz-Diekhof (1849–1913) heiratete 1873 den Major Ernst Graf von Schlieffen (1843–1929). Bis zur Enteignung 1945 ging Diekhof direkt an den Enkel Ernst Albrecht Graf Schlieffen (1912–1942), nachfolgend seine Erbengemeinschaft.
Angehörige der adligen Linien des Stammes waren in der Mitte des 19. Jahrhunderts im Königreich Preußen begütert. Ein Rittmeister von Schlieffen besaß das Fideikommissgut auf Kuhtz im Landkreis Schlawe. Ein von Schlieffen war Herr auf Bartwien, ein weiterer von Schlieffen Herr auf Leickow und ein anderer auf dem alten Besitz Kleinsoldekow, alle im Landkreis Schlawe gelegen. Am 16. Januar 1874 zu Berlin wurde ein Geschlechtsverband gegründet.

### Standeserhebungen
Die drei Brüder Wilhelm von Schlieffen, preußischer Oberst, Ludwig von Schlieffen auf Czierwienz und Neitzkow im Kreis Stolp und Karl von Schlieffen, preußischer Oberst a. D., wurden am 1. März 1812 zu Berlin durch Allerhöchste Kabinettsorder in den preußischen Grafenstand erhoben (Diplom ausgestellt am 11. April 1812).

## Wappen

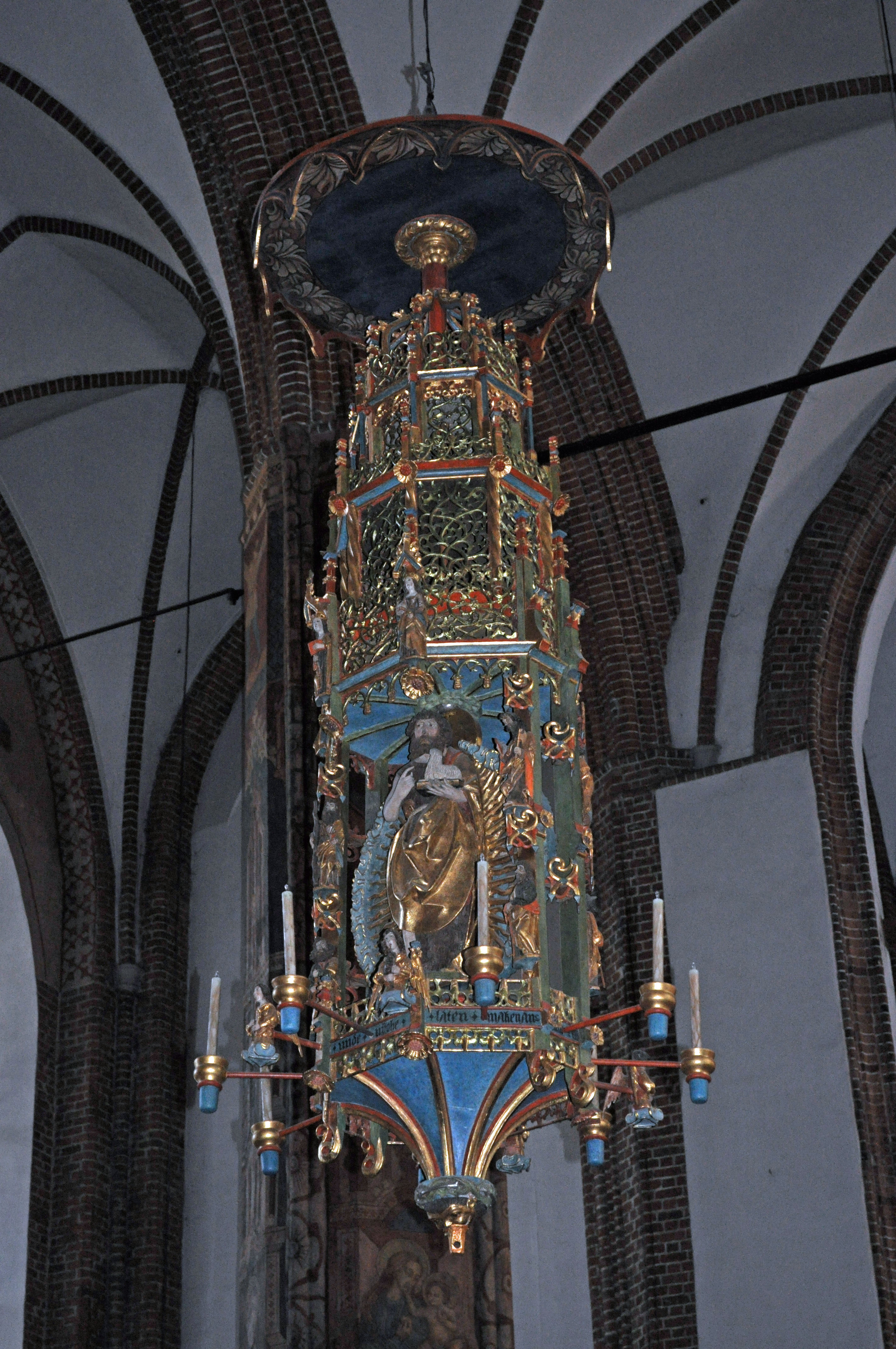
Schlieffen-Krone im Kolberger Dom (1523)

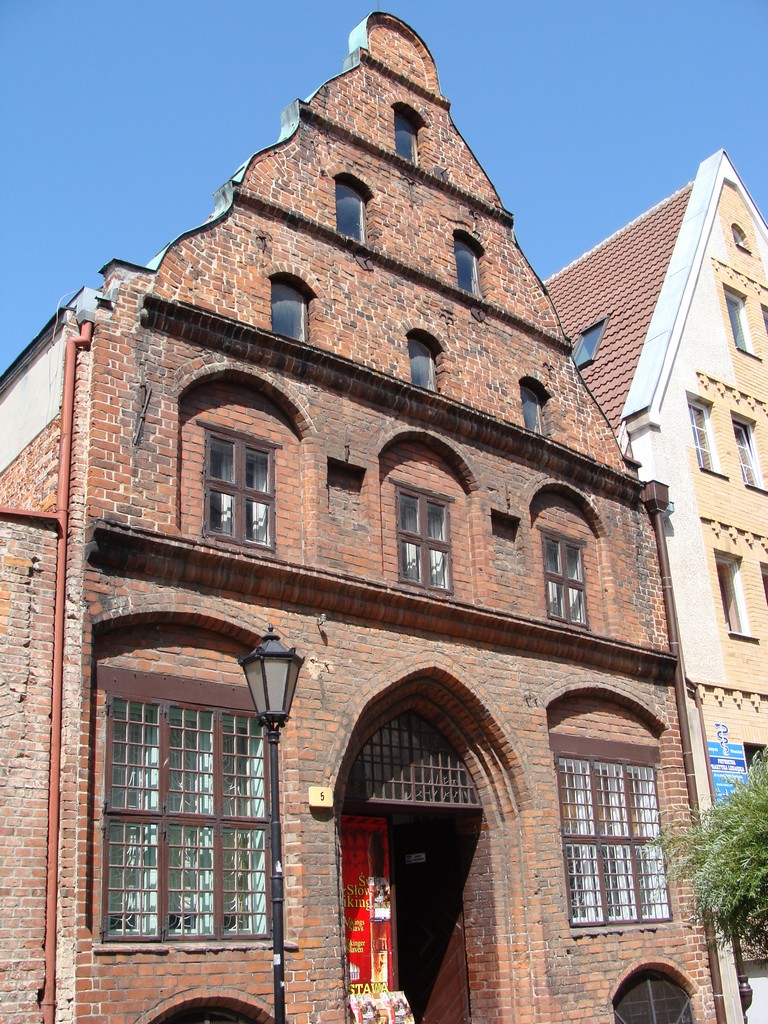
Schlieffen-Haus in Kolberg

### 1444
Das Wappen von 1444 zeigt in Silber einen wachsenden bärtigen Mannesrumpf (sog. Schlieffenmännchen) in rotem Kleid mit goldenen Umschlagkragen und hermelinverbrämter roter Mütze. Auf dem Helm mit rot-silbernen Decken der Mannesrumpf.

### 1555
Das Wappen von 1555 ist geteilt. Oben in Blau ein aus einem grünen Dreiberg wachsender goldener Löwe, unten in Silber ein wachsender bärtiger Mannesrumpf in rotem Kleid mit goldenen Umschlagkragen und hermelinverbrämter roter Mütze. Auf dem Helm mit rechts blau-goldenen und links rot-silbernen Decken der Mannesrumpf.

### 1812
Das gräfliche Wappen, verliehen 1812, ist innerhalb eines goldenen Schildrandes geviert und belegt mit einem goldgerandeten silbernen Mittelschild, darin der Rumpf eines blondbärtigen Heiden in rotem Kleid mit goldenen Knöpfen und hermelinverbrämter roter Mütze. 1 und 4 in Blau aus einem grünen Hügel wachsend ein goldener Löwe. 2 und 3 in Gold ein von Rot und Silber in drei Reihen geschachter Balken. Das Wappen hat drei Helme. Auf dem rechten mit blau-goldenen Decken der Heide wachsend, auf dem mittleren mit rechts blau-goldenen und links rot-silbernen Decken ein sitzender schwarzer Adler und auf dem linken mit rot-silbernen Decken der aus dem Hügel wachsende Löwe. Als Schildhalter zwei widersehende goldene Löwen.

## Schlieffenkrone und Schlieffen-Haus in Kolberg
Im Kolberger Dom erinnert die Schlieffenkrone, ein hölzerner Kronleuchter aus dem Jahr 1523, an das Wirken und die Bedeutung der Familie in der Stadt. Wie in vielen anderen Hansestädten, insbesondere in Lübeck, auch, stieg die Familie erst innerhalb der Stadt im Patriziat auf und kam dann über Rentenanlagen in Gutsbetriebe und Dörfer in Verbindung zum Landadel. Die Schlieffenkrone wurde 1945 auf Initiative des Pastors Paul Hinz, später Superintendent in Halberstadt, zusammen mit dem Kolberger Kirchenschatz gerettet, weil sie rechtzeitig eingemauert wurde.
Das Dom Schlieffenów (deutsch: Schlieffen-Haus) in der Gierczak-Straße in Kolberg ist ein ursprünglich backsteingotisches Patrizierhaus der Familie Schlieffen aus dem 15. Jahrhundert. Es wurde 1540 im Stil der Frührenaissance neu gestaltet. Seit der Zeit nach dem Zweiten Weltkrieg beherbergte das Gebäude das Museum für Stadtgeschichte.

## Bekannte Familienmitglieder
- Hans Schlief († 1466), Bürgermeister von Kolberg
- Anton von Schlieffen (1576–1650), Offizier in kaiserlichen und schwedischen Diensten
- Hans Caspar von Schlieffen (1694–1774), kursächsischer Generalmajor[8]
- Caspar Loth von Schlieffen (–1762), kursächsischer Generalmajor, gefallen bei Lutterberg[8]
- Martin Ernst von Schlieffen (1732–1825), hessen-kasselscher Generalleutnant und Minister
- Heinrich Wilhelm Graf von Schlieffen (1756–1842), preußischer Generalleutnant und Direktor des Invalidenwesens
- Karl Graf von Schlieffen (1792–1866), preußischer Generalleutnant, zuletzt Kommandeur der 1. Garde-Infanterie-Brigade
- Leo Graf von Schlieffen (1802–1874), preußischer Politiker, Mitglied des Preußischen Herrenhauses
- Otto Graf von Schlieffen (1821–1897), Majoratsherr und Mitglied des Deutschen Reichstags
- Wilhelm Graf von Schlieffen (1829–1902), Majoratsherr, Forschungsreisender und Mitglied des Deutschen Reichstags
- Wilhelm von Schlieffen (1829–1907), preußischer Generalmajor
- Theodor Graf von Schlieffen (1831–1900), preußischer General der Kavallerie, Vorsitzender des Heroldsamtes
- Alfred Graf von Schlieffen (1833–1913), preußischer Generalfeldmarschall, Autor des Schlieffen-Plans
- Adolph Graf von Schlieffen (1841–1916), preußischer Landrat im Kreis Pyritz
- Arthur Graf von Schlieffen (1844–1914), preußischer Generalleutnant, zuletzt Kommandant von Koblenz und Ehrenbreitstein
- Limbrecht von Schlieffen (1852–1935), preußischer General der Kavallerie
- Karl-Klemens von Schlieffen (1858–1934), preußischer Generalmajor
- Georg von Schlieffen-Renard (1860–1944), preußischer Landrat
- Margot Gräfin von Schlieffen (1921–2014), deutsche Filmeditorin.
- Katharina Gräfin von Schlieffen (* 1956), deutsche Rechtswissenschaftlerin und Hochschullehrerin